# Maszkat
Maszkat (angolos írásmóddal: Muscat) Omán fővárosa, egyben gazdasági, adminisztrációs és kereskedelmi központja. Az Ománi-öböl partján fekszik, Maszkat kormányzóságban.

## Földrajz
Maszkat Omán északkeleti részén fekszik, a Ráktérítő áthalad a város déli részén. Északi és nyugati oldalról az Ománi-öböl határolja.
Vulkáni kőzetek láthatóak a várost övező hegységekben, főképp szerpentinit, diorit és bazalt. A vulkáni hegységek kőzetrétegei már kopottak, maximálisan 1800 méteres magasságig emelkednek. A környező dombokon többnyire nincs növénytakaró, a városban pedig a szikes, sivatagi növényzet a jellemző.

### Éghajlat
Maszkat forró, száraz éghajlattal rendelkezik. A nyár forró és hosszú, a maximum hőmérséklet eléri a 49 °C-t, a tél is igen enyhe. Az éves csapadékmennyiség 100 mm, mely főképp a decembertől áprilisig tartó időszakban hullik.
| Hónap                         | Jan. | Feb. | Már. | Ápr. | Máj. | Jún. | Júl. | Aug. | Szep. | Okt. | Nov. | Dec. | Év   |
| ----------------------------- | ---- | ---- | ---- | ---- | ---- | ---- | ---- | ---- | ----- | ---- | ---- | ---- | ---- |
| Rekord max. hőmérséklet (°C)  | 34,2 | 37,0 | 41,4 | 44,0 | 47,0 | 48,3 | 49,2 | 46,9 | 43,6  | 42,0 | 37,0 | 33,0 | 49,2 |
| Átlagos max. hőmérséklet (°C) | 25,5 | 26,1 | 29,8 | 34,7 | 39,5 | 40,4 | 39,6 | 36,2 | 36,3  | 35,0 | 30,5 | 27,1 | 33,4 |
| Átlaghőmérséklet (°C)         | 21,3 | 21,9 | 25,2 | 29,8 | 34,2 | 35,2 | 34,3 | 32,0 | 31,4  | 29,7 | 25,7 | 22,6 | 28,6 |
| Átlagos min. hőmérséklet (°C) | 17,3 | 17,6 | 20,7 | 24,7 | 29,1 | 30,6 | 30,4 | 28,4 | 27,5  | 24,9 | 20,9 | 18,9 | 24,3 |
| Rekord min. hőmérséklet (°C)  | 11,5 | 12,5 | 14,4 | 17,5 | 19,6 | 24,5 | 25,0 | 23,3 | 23,0  | 17,5 | 14,3 | 14,4 | 11,5 |
| Átl. csapadékmennyiség (mm)   | 13   | 24   | 16   | 17   | 7    | 1    | 0    | 0    | 0     | 1    | 7    | 13   | 99   |
| Havi napsütéses órák száma    | 268  | 244  | 278  | 292  | 347  | 325  | 277  | 278  | 303   | 316  | 291  | 267  | 3486 |
| Forrás: Hong Kong Observatory |      |      |      |      |      |      |      |      |       |      |      |      |      |

## Népessége
| 2019 | 1 421 409 |

## Történelem
Maszkat az egyik legidősebb település a Közel-Keleten. A városból évente 1400 kg tömjént szállítottak Rómába és Görögországba. Az első európai Maszkatban Vasco da Gama volt, aki Indiába tartó útja során kötött ki a városban. A portugálok 1507-ben foglalták el a várost. A hódítókat 1649-ben Sultan bin Saif imám győzte le. Ezután rabszolgákat hurcoltak be Zanzibárból és más helyekről, és a rabszolga-kereskedelem egy ideig virágzást hozott a városnak. 1737-ben a perzsák rövid időre elfoglalták Maszkatot, majd őket Ahmad bin Said üldözte el. 1803-ban Szaúd-Arábia felől támadás érte az országot, melyet a szultán erői visszavertek.

## Gazdaság

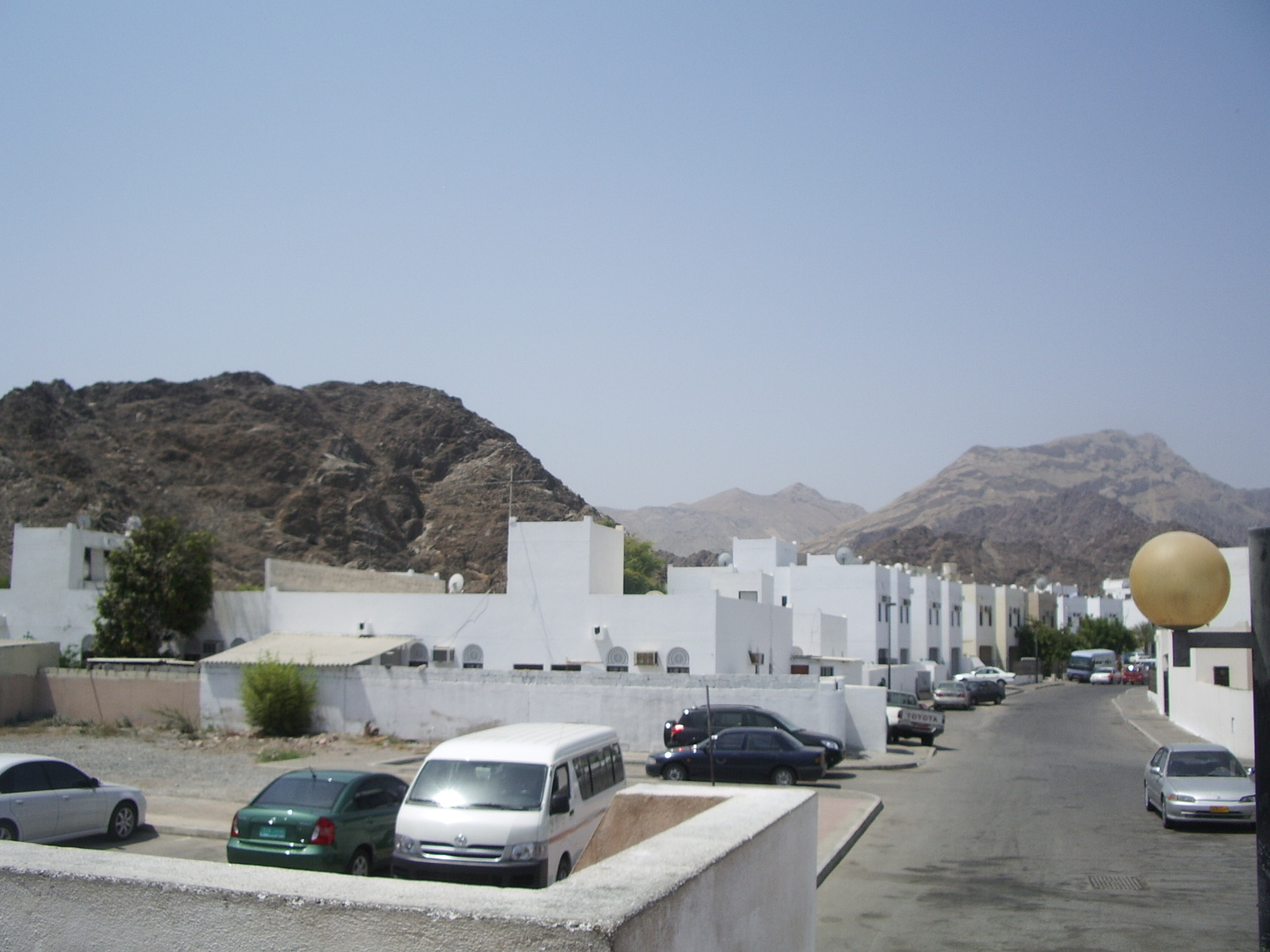
Maszkati lakóházak

A városban jelentős a kereskedelem. A hagyományos exportcikkek közé tartozik a tömjén, a gyöngy és a hal. A Petroleum Development Oman olajipari vállalat 1962 óta játszik jelentős szerepet a város gazdaságában, s a kormány után a város legnagyobb munkaadója. A városból naponta 720 000 hordónyi kőolajat exportálnak.

## Társadalom, vallás
A város lakosságának 60%-át helyi arabok adják. A külföldiek főleg Indiából, Szudánból érkezett képzett és képzetlen munkások. A városban a leggyakoribb beszélt nyelv Omán hivatalos nyelve, az arab, de sokan beszélik még a szuahélit, az angolt, a hindit, és a maláj nyelvet is. A legnagyobb vallás az iszlám, a hindu és keresztény hívek kisebbségben vannak.

## Közlekedés
A város repülőtere a Maszkati nemzetközi repülőtér, mely Maszkattól mintegy 25 kilométerre, esz-Szíb közelében található.

## Kultúra és látnivalók
A főbb látnivalók közé tartozik: 
- a Kábúsz (Qaboos) szultán nagymecset,
- a Muscat Királyi Operaház,
- a Matrah (Mutrah) piaca, az aranypiaccal (Mutrah Gold Souq) együtt,
- az al-Jalali és al-Mirani erődök, amelyek az Al-Alam szultáni palotát szegélyezik,
- a Burj as-Sahwa és az Óratorony tér,
- a Corniche terület.

Nagy erőfeszítéseket tesznek a régi kereskedőházak helyreállítására, és sok pénzt fektetnek be a legkorszerűbb múzeumok fejlesztésébe, amelyek védik Omán kulturális örökségét.
A városi régióban számos strand található: Qurum Beach, Bandar al-Jissa és Yati. 
A népszerű nyilvános zöldterületek közé tartozik: 
- a Qurum Természetvédelmi Park,
- Riyam
- Kalbuh.

A Sultan Qaboos Sportközpont és a Muscat Speedway sportesemények számára elérhető.
Muscattól délkeletre a hegyek az Ománi-öbölig terjednek. A kis öblökben néhány kikötő található, amelyek delfinmegfigyelő kirándulásokat kínálnak. Számos búvárhely található ebben a régióban és Fahal szigetén. A 2003-ban elsüllyedt Al Munassir hajó egy másik jól ismert búvárhely a régióban.
A Muscat Festival kulturális fesztivál minden évben számos látogatót vonz.
A fő bevásárlónegyed az Al Qurum kereskedelmi negyedben található. A bevásárlóközpontok azonban az egész városban találhatók. Omán egyik legnagyobb bevásárlóközpontja a Ghubrában található Oman Avenues Mall.
A Tripadvisor rangsorolása alapján a fő látnivalók:
1. a Kábúsz (Qaboos) szultán nagymecset,
2. a Muscat Királyi Operaház,
3. a Bait Al Zubair
4. a Qurum tengerpart és N.P.
5. a Bimmah Sinkhole (víznyelő)
6. a Nemzeti Múzeum
7. Mohammed Al Ameen mecset
8. a városközpont
9. a Qantab-tengerpart